# Achytonix
Achytonix là một chi bướm đêm thuộc họ Noctuidae.

## Các loài
- Achytonix nigramacula
- Achytonix orae

Các loài di chuyển sang chi khác
- Achytonix epipaschia --> Cosmia epipaschia (Grote, 1883)
- Achytonix praeacuta --> Cosmia praeacuta (Smith, 1894)